# Дочуа
Дочуа (в'єт. Đồ Chua, дос. «кисла річ») — національна в'єтнамська страва, загальна назва для будь-яких квашених овочів, яка, тим не менш, частіше за все має на увазі нарізані соломкою дайкон і моркву, квашені в оцті.
Подається у складі баньмі та до різноманітних страв з рису та локшини.

## Складники
- 1 середній дайкон (2 склянки нарізаного)
- 1 велика морква (2 склянки нарізаної)
- винний білий натуральний оцет (1/2 склянки)
- цукор (1/4 склянки)
- сіль (1 ст. л.)
- вода (1 склянка)

## Приготування
1. Поріжте дайкон і моркву паличками 2-3 мм товщиною і 3 см довжиною.
2. Перемішайте дайкон, моркву, цукор і сіль у великій мисці. Кінчиками пальців втирайте спеції в овочі, поки вони не розчиняться. Додайте воду та оцет. За бажанням додайте нарізаний пекучий перець.
3. Помістіть овочі і розсол в літрову банку. Закрийте кришкою та поставте у холодильник, дайте настоятися на ваш смак — від 2 годин до 1-2 тижнів.